# Dioscorea mitis
Dioscorea mitis är en enhjärtbladig växtart som beskrevs av Conrad Vernon Morton. Dioscorea mitis ingår i släktet Dioscorea och familjen Dioscoreaceae. Inga underarter finns listade i Catalogue of Life.